# Західно-Донбаський професійний ліцей
Західно-Донбаський професійний ліцей (ЗДПЛ) — професійно-технічний навчальний заклад у місті Павлоград.

## Історична довідка про навчальний заклад
Згідно з наказом Державного комітету Ради Міністрів України по профтехосвіті з метою збереження підготовки кваліфікованих рогбітників у м. Павлограді у липні 1969 року було відкрито професійно-техничне училище № 43, яке знаходилося за адресою: вул. Дніпровська, буд. 571.
А у липні 1978 року було відкрито професійно-технічне училище № 3, яке знаходилося за адресою вул. Промислова, буд.11. У 1994 році відкрилася філія ПТУ № 3 на базі Павлоградської виправної трудової колонії. З 11.08.1997 року два училища почали працювати разом. А згідно з наказом Міністерства освіти і науки України професійно-технічне училище № 3 (так воно називалося з 1997 року). 1 липня 2003 року було реорганізовано і отримало назву «Західно-Донбаський професійний ліцей» і його директор — Степаненко Володимир Дем'янович.

## Про ліцей
Ліцей має два відділення: відділення машинобудування та обслуговування (вул. Промислова, буд.11 та відділення будівництва та побуту (вул. Дніпровська, буд. 571. Для підготовки фахівців ліцей має міцну матеріально-технічну базу: відділення машинобудування та обслуговування: 4-поверховий навчальний корпус, у якому розташовано 16 навчальних кабінетів, двоповерхова будівля, у якій знаходяться майстерні, їдальня на 150 осіб, бібліотека, музей; відділення будівництва та побуту: 4-поверховий навчальний корпус, у якому розташовано 17 навчальних кабінетів, двоповерхова будівля, у якій знаходяться майстерні, їдальня на 150 осіб, бібліотека, музей, котельня. У ліцеї працює висококваліфікований педагогічний колектив та майстри виробничого навчання.
Створено всі умови для навчання, виховання учнів, також багато уваги приділяється соціальному захисту учнів. Учні ліцею забезпечуються якісним харчуванням (діти-сироти — 4-разовим, а діти, які проживають у молодіжному готелі -3 разовим). Безкоштовно працюють спортивні секції, предметні гуртки, гуртки технічної творчості, художньої самодіяльності. Спортсмени ліцею неодноразово займали призові місця, як у місцевих, так і в обласних спартакіадах.
Ведеться підготовка робітничих кадрів за професіями:
- Верстатник широкого профілю
- Оператор верстатів з програмним

керуванням
- Слюсар з ремонту автомобілів
- Слюсар-ремонтник
- Електрогазозварник
- Електрогазозварник на

автоматичних та напівавтоматичних машинах
- Кухар
- Офіціант
- Бармен
- Продавець продовольчих товарів
- Контролер — касир
- Оператор комп'ютерного набору
- Токар
- Маляр
- Штукатур
- Лицювальник — плиточник
- Муляр
- Столяр будівельний
- Електромонтер з ремонту та

обслуговування електроустаткування
- Кравець
- Перукар[2]

## Випускники
- Воронін Володимир Ігорович (1987—2015) — солдат Збройних сил України, учасник російсько-української війни.
- Давиденко Олексій Олександрович (1993—2015) — солдат Збройних сил України, учасник російсько-української війни.
- Сафонов Євген Миколайович (1988—2020) — солдат Збройних сил України, учасник російсько-української війни.